# Stephania andamanica
Stephania andamanica är en tvåhjärtbladig växtart som beskrevs av Friedrich Ludwig Diels. Stephania andamanica ingår i släktet Stephania och familjen Menispermaceae. Inga underarter finns listade i Catalogue of Life.